# Tolleson (Arizona)
|  | Dieser Artikel wurde aufgrund von inhaltlichen Mängeln auf der Qualitätssicherungsseite des Projektes USA eingetragen. Hilf mit, die Qualität dieses Artikels auf ein akzeptables Niveau zu bringen, und beteilige dich an der Diskussion! Eine nähere Beschreibung der zu behebenden Mängel fehlt. |

Tolleson ist eine Kleinstadt im Maricopa County im US-Bundesstaat Arizona. 
Das U.S. Census Bureau hat bei der Volkszählung 2020 eine Einwohnerzahl von 7216 ermittelt.
Tolleson hat eine Fläche von 14,4 km². Die Bevölkerungsdichte liegt bei 501 Einwohnern pro km². Tolleson befindet sich an der Interstate 10.